# Awantura o Basię
Awantura o Basię – powieść napisana przez Kornela Makuszyńskiego w 1936 roku. Pierwszy raz została opublikowana w 1937 roku.

## Treść
Opowiada historię dziewczynki o imieniu Basia. Matka dziewczynki ginie na dworcu kolejowym przejechana przez pociąg. Opiekę przejmują przypadkowi ludzie. Najpierw doktorowa z prowincjonalnego miasteczka wysyła bohaterkę pociągiem, z kartką na szyi z zapisanym adresem osoby, do której ma się udać. Jednak kartka ulega po drodze częściowemu zniszczeniu i jest mylnie odczytana. Basia trafia ostatecznie pod opiekę znanego pisarza Olszowskiego, który otacza ją miłością. Wkrótce zgłasza się prawowita opiekunka - Stanisława Olszańska, przyjaciółka zmarłej w tragicznym wypadku matki Basi. Basia dostaje się pod wspólną opiekę Stanisławy i pisarza Olszowskiego, co wkrótce zostaje przypieczętowane małżeństwem obojga. Po wielu latach, Basia, już jako nastolatka, dowiaduje się, że jej ojciec - uczony, który zaginął podczas ekspedycji w Ameryce Południowej - został odnaleziony, ale cierpi na zaniki pamięci. Basia postanawia zaopiekować się tatą. Ojciec dzięki jej opiece odzyskuje pamięć.
Powieść została przetłumaczona na język angielski przez Pawła Szczerkowskiego i Mary R. Ashwood i wydana na Amazon w roku 2025.

## Ekranizacje
- Awantura o Basię – film z 1959 roku
- Awantura o Basię – film z 1995 roku
- Awantura o Basię – serial telewizyjny na podstawie filmu z 1995 roku